# Кондратенко Олександр Андрійович
Кондратенко Олександр Андрійович (1924 — 1984) — український кінокритик.

## Біографія
Народився 23 травня 1924 р. у містечку Великий Самбір Конотіпської округи. Учасник Німецько-радянської війни. Закінчив філологічний факультет Конотопського державного учительського інституту (1945) та театрознавчий факультет Київського державного інституту театрального мистецтва ім. І.Карпенка-Карого (1951).
Завідував відділом кіномистецтва газети «Культура і життя».
Автор книги «На екрані — сучасник» (К., 1978), багатьох статей у періодичній пресі. Нагороджений медалями і значком «Отличник кинематографии СССР». Був членом Спілок журналістів і кінематографістів України.
Помер 3 листопада 1984 р. у Києві.